# Helena Reuterblad

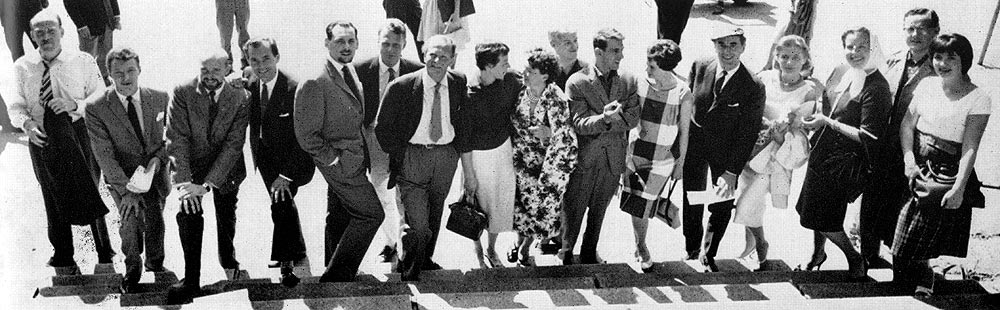
Reuterblad (längst till höger) tillsammans med TV-teaterensemblen säsongen 1960/1961.

Helena Reuterblad, född 6 oktober 1935 i Engelbrekts församling, Stockholm, död 5 maj 2016 i Stockholm, var en svensk skådespelare.
Hon var från 1956 gift med skådespelaren Axel Düberg (1927–2001), och fick en son som också blev skådespelare, Jörgen Düberg. Reuterblad var  dotter till speditör Olof Reuterblad och hans hustru Magda, född Torkeli, tulltjänsteman.
Helena Reuterblad är gravsatt i minneslunden på Skogskyrkogården i Stockholm.

## Filmografi
- 1958 – Venetianskan
- 1958 – Kostervalsen
- 1959 – Sängkammartjuven
- 1959 – Sommarliv
- 1960 – Fröken Rosita
- 1961 – Swedenhielms (TV-teater)
- 1961 – Bröllopet på Seine
- 1961 – Eurydike
- 1961 – Katten och kanariefågeln
- 1961 – Frisöndag
- 1961 – Åsa-Nisse bland grevar och baroner
- 1961 – Syskon
- 1961 – Lita på mej, älskling!
- 1962 – Dödens arlekin
- 1964 – Dansen kring Guldbaggen
- 1965 – Nattmara
- 1966 – Hemsöborna
- 1967 – Kärlek 1-1000
- 1968 – Sarons ros och gubbarna i Knohult
- 1969 – Blanco Posnets hängning
- 1969 – Kråkguldet (TV-serie)
- 1970 – Röda rummet (TV-serie)
- 1970 – Aristocats (röst)
- 1971 – Jakten på skattkammarön (röst)
- 1973 – Fantastiska Wilbur (röst)
- 1975 – Pojken med guldbyxorna (TV-serie)
- 1978 – Anna och gänget (TV-serie)
- 1980 – Mördare! Mördare!
- 1981 – Olsson per sekund eller Det finns ingen anledning till oro

## Teater

### Roller
| År   | Roll                 | Produktion                                                                                               | Regi                 | Teater                 |
| ---- | -------------------- | --- | -------------------- | ---------------------- |
| 1956 |                      | Trojanska kriget blir inte av (La Guèrre de Troie n'aura pas lieu) Jean Giraudoux                        | Lars-Levi Læstadius  | Malmö stadsteater      |
| 1957 | Trolljungfrun        | Peer Gynt Henrik Ibsen                                                                                   | Ingmar Bergman       | Malmö stadsteater      |
| 1957 |                      | Eurydike (Eurydice) Jean Anouilh                                                                         | Lars-Levi Læstadius  | Malmö stadsteater      |
| 1960 | Bernadette           | Oscar - eller En halv million i kappsäcken (Oscar) Claude Magnier                                        | Åke Engfeldt         | Malmö stadsteater      |
| 1962 | Jacqueline           | Boeing Boeing Marc Camoletti                                                                             | Herman Ahlsell       | Vasateatern            |
| 1962 | Charlotte Goodall    | Iguanans natt (The Night of the Iguana) Tennessee Williams                                               | Per Gerhard          | Vasateatern            |
| 1963 | Gisela Britta m. fl. | Lax, lax, lerbak Alf Henrikson                                                                           | Carl Johan Ström     | Stockholms stadsteater |
| 1964 | Sjuksköterska Dam I  | Han hade två pistoler med svarta och vita ögon (Aveva due pistole con gli occhi bianchi e neri) Dario Fo | Hans Dahlin          | Stockholms stadsteater |
| 1964 | Malika               | Skärmarna (Les Paravents) Jean Genet                                                                     | Per Verner-Carlsson  | Stockholms stadsteater |
| 1966 |                      | Omaka par (The Odd Couple) Neil Simon                                                                    | Stig Ossian Eriksson | Intiman                |
| 1969 |                      | Pojken i sängen Vilgot Sjöman                                                                            | Vilgot Sjöman        | Scalateatern           |